# Q
A letra Q (quê) é a décima sétima letra do alfabeto latino básico.

## História
O Q atual vem do Qoph fenício que foi adaptado para o alfabeto grego com a letra Qoppa. O Qoph representava o fonema /q/ (oclusiva uvular surda), que era um som comum nas línguas semíticas, porém raro nas línguas indo-européias como o grego. Então provavelmente o som /q/ virou uma oclusiva velar surda labalizada (kʷ). Depois o /kʷ/ mudou para uma oclusiva bilabial surda (p) e depois ficou aspirada (resultando em um /pʰ/). Então Qoppa se transformou em duas letras: Qoppa, um número e o Phi (Φ) que representava o fonema aspirado /pʰ/, que depois, no grego moderno, se transformou em uma consoante fricativa labiodental surda (f). O Q etrusco foi derivado do Qoppa grego, mas só era escrito junto com V formando o som /kʷ/. Do Q etrusco surgiu o nosso Q latino, que no português é usado em conjunto com o U (antes de A, E, I e O - a trema foi abolida após a reforma ortográfica) para formar o som de /ku̯/ e em conjunto com U (antes de E e I) para formar o som de /k/.

## Fonética e códigos
Representa a consoante oclusiva velar surda. Designa o mesmo som de "C" e "K" e só pode ser seguida da letra U.

## Significados
- Fonte Q (Quelle), supostamente uma origem do texto bíblico
- em canalização, Q marca as torneiras de água quente
- {\displaystyle \mathbb {Q} } designa o conjunto dos números racionais.
- nas cartas(baralho) tem o nome de dama